# ساختمان مرکزی ادنوک
ساختمان مرکزی ادنوک یک مجتمع اداری واقع در ابوظبی، امارات متحده عربی می‌باشد، که متعلق به شرکت ادنوک (شرکت ملی نفت ابوظبی) است و دفتر مرکزی ادناک در این ساختمان قرار دارد. ساخت و ساز ساختمان مرکزی ادنوک در سال ۲۰۰۹ شروع شد و پروژه ساخت آن در سال ۲۰۱۴ به پایان رسید. ارتفاع آن ۳۴۲ متر (۱٬۱۲۲ فوت)، تعداد طبقاتش ۷۶ است.